# تنوع جيني

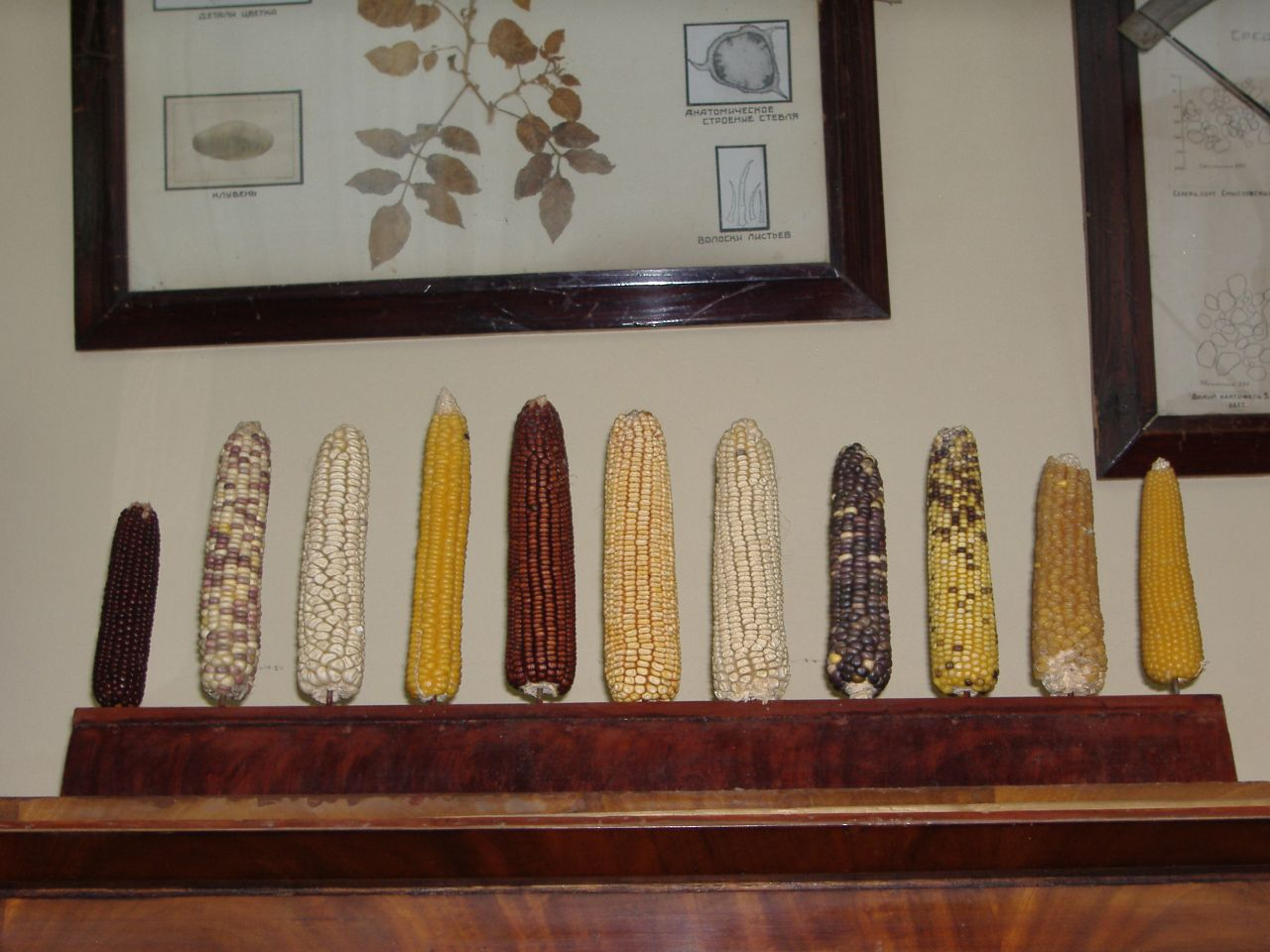

التنوع الجيني أو تباين وراثي (بالإنجليزية: Genetic diversity)‏ يعني بالخصوص درجة تنوع مورثة داخل نوع معين، مقابلة للعدد الكلي للمميزات الجينية في البناء الجيني للنوع، فهي بذلك تعكس مستوى التنوع «داخل النوع ذاته». وتختلف عن التباين الجيني (genetic variability) والذي يعني التوجه نحو اختلاف في المميزات الجينية للنوع ضمن مادته الجينية أساسا. وهو مظهر مهم من مظاهر التنوع الحيوي في الأرض.
بينت دراسة أنجزت سنة 2007 من المؤسسة الوطنية العلمية الأمريكية أن التنوع الجيني مرتبط جدا بالتنوع الحيوي وأن التنوع ضمن النوع في حد ذاته ضروري لحفظ التنوع بين الأنواع بشكل عام والعكس بالعكس، أي أن الثراء الجيني للأنواع ليس بالضرورة أن يكون مرتفعا فقط في الأماكن التي تأوي أعدادا أكبر من الأنواع (وهذا ما أكدته دراسة أوربية حديثة 2012 أجريت على نباتات في ارتفاع أعلى من 1500م). كما أن تناقص هذا التنوع الجيني يؤدي عموما إلى فقدان التنوع الحيوي وبشكل كبير إلى هشاشة النظم البيئية.
يخص التنوع الجيني الأنواع البرية (Sauvages) وكذا الأنواع المزروعة (نباتات، فطريات وخمائر) أو الداجنة (حيوانات) وهو في انحسار ملحوظ يؤرق الباحثين في الميدان.

## نظرية التنوع الجيني
تندرج دراسة التنوع الجيني ضمن علم البيئة وخصوصا في الوراثيات السكانية والتي تحوي عدة فرضيات ونظريات بشأن التنوع الجيني وأهمية الطفرات النقطية في الجينوم الفردي.
- نظرية التطور الجزيئي المحايدة: التي وضعها الياباني موتو كيمورا والتي تقول بأن مستوى التطور الجزيئي يعكس التطور بتتابع للطفرات ناتجة أساسا عن انحراف عشوائي، مقترحين أن التنوع ناتج بشكل كبير عن طفرات تبادلية محايدة لا تغير من درجة تكيف الجسم مع وسطه.
- الانتقاء السلبي: والذي يحدث بحذف الأليلات الضارة أو غير المحبذة عند الأشخاص الذين يحملونها عن طريق الموت عند الولادة أو قبلها أو بعدها أو عن طريق الافتراس الحاد.
- الانتقاء عن طريق التنويع: والتي تقول بأن فئتين سكانيتين فرعيتين تعيشان في بيئتين مختلفتين يمكنهما تطوير أليلات مختلفة لموضع صبغي معين.

## التنوع الظاهري
فهذا التنوع الجيني سيترجم إلى تنوع ظاهري، مثل تنوع ألوان الجلد عند الإنسان.

## نسبة التنويع
والذي هو مهم في الدراسات البيئية والتطورية في المديين المتوسط والطويل والذي يختلف ضمن الفروع الحيوية وحسب المناطق لأسباب غالبا ما تكون صعبة الفهم. وفي ميدان البيولوجيا التطورية نبه الدكتور رابوسكي إلى الأخطار الناجمة عن تفسير أن التنوع يزيد دون حد في الزمن كما يقول به الكثيرون في دراسات النسالة الجزيئية. كما أن تنوع الفروع الحيوية غالبا ما يكون منظما من حدود أو عوامل بيئية وخصوصا عند الأصنوفات العليا، حيث أن التنوع الخاص (أو الثراء في النوع) يمكن أن يكون مستقلا عن عمر الفرع الحيوي ، فيمكننا بذلك استنتاج أن عمر الفرع الحيوي هو السرعة التي يحدث فيها التنويع. وحسب الدكتور رابوسكي كذلك، فإنه يمكننا تقدير التنويع الكلي الذي أصاب فرعا حيويا ما وليس نسبة تنويعه. إذن فالفهم الجيد وتقييم الحدود البيئية لهما أهمية في البحث عن حلول لعدة أسئلة في علم البيئة والبيولوجيا التطورية اللتان تستندان اليوم إلى استدلالات حول الأنواع الجديدة ونسبة الانقراض من خلال معطيات نسالية.

## أهمية التنوع الجيني
التنوع الجيني هو أحد الوسائل التي من خلالها يمكن للسكان من الكائنات الحية التأقلم مع المتغيرات البيئية. فبالتفاوت الكبير فإن احتمال كون بعض الأفراد ضمن مجموعة معينة يملك تنوعا أليليا أكثر ملائمة لبيئته يزيد أكثر. إذن فإن هؤلاء الأفراد أكثر قابلية للتعايش وإنتاج ذرية تحمل الأليل الملائم إما في أنظمة تعايشية أو تطورا بطرق متوازية في نطاقات بيئية متشابهة أو مختلفة أو في أنظمة من نوع مفترس-فريسة. كما أن التنوع الجيني هو مؤشر جيني يستعين به الأحيائيون والبيئيون ولكن ليس وحده.